# Tasso d'interesse privo di rischio
In finanza il tasso d'interesse privo di rischio (o Risk-free interest rate) rappresenta il tasso d'interesse di un'attività priva di rischio. L'assunto teorico si basa sull'evidenza che nei mercati è sempre possibile trovare un titolo che abbia un rendimento (legato al prodotto marginale del capitale senza la componente additiva basata sul premio al rischio) certo e noto ex ante. 
Formalmente, la variabile casuale "rendimento del titolo privo di rischio" è una variabile con valore atteso costante e varianza nulla. 

## Caratteristiche
Nella prassi questi titoli sono notoriamente titoli di stato a brevissimo termine di paesi assolutamente affidabili. Essi sono importanti perché diventano il riferimento, il tasso base, il tasso più basso sul mercato, inteso come rendimento di un investimento a rischio zero. Ogni altro investimento possibile infatti renderà questo "tasso base", con aggiunto un "premio per il rischio" in base al rischio stesso (di insolvenza e volatilità) intrinseco all'investimento proprio di ogni attività finanziaria.